# Мизгирёв, Алексей Юрьевич
Алексе́й Ю́рьевич Мизгирёв (род. 1 июля 1974, Мыски, Кемеровская область) — российский кинорежиссёр и сценарист.

## Биография
Алексей Мизгирёв окончил философский факультет Томского государственного университета в 1998 году, а в 2004 году — режиссёрский факультет ВГИКа (мастерская В. Ю. Абдрашитова). Ещё во время учёбы снял несколько короткометражных фильмов, с которыми успешно участвовал в фестивалях студенческого кино. В 2003 году Мизгирёв работал режиссёром-стажёром в картине Вадима Абдрашитова «Магнитные бури». В 2005 году короткометражный фильм Мизгирёва «Увольнение» участвовал в конкурсной программе «Кинотавра». В 2007 году Мизгирёв снял первый полнометражный фильм «Кремень». Фильм получил несколько призов на отечественных и международных кинофестивалях. Следующий фильм, «Бубен, барабан» (2009), утвердил режиссёра в статусе одного из наиболее самобытных российских кинематографистов. Фильм «Бубен, барабан» также отмечен наградами, в том числе и Специальным призом жюри 62-го кинофестиваля в Локарно «Серебряный леопард» и призом за лучшую режиссуру. Наталья Негода, вернувшаяся в кино после длительного перерыва и исполнившая главную роль в этом фильме, получила премию «Золотой орёл» за исполнение лучшей женской роли и премию «Белый слон» Гильдии киноведов и кинокритиков России в 2009 году.
Фильм «Конвой» (2012 год) участвовал во внеконкурсной программе «Панорама» 62-го Берлинского Международного кинофестиваля.
В 2013 году Алексей Мизгирёв поставил на сцене «Гоголь-центра» спектакль «Братья», являющийся ремейком фильма Лукино Висконти «Рокко и его братья».

## Фильмография
| Год  | Фильм          | Режиссёр | Сценарист |
| ---- | -------------- | -------- | --------- |
| 2007 | Кремень        | Да       | Да        |
| 2008 | Каменная башка | Нет      | Да        |
| 2009 | Бубен, барабан | Да       | Да        |
| 2012 | Конвой         | Да       | Да        |
| 2016 | Дуэлянт        | Да       | Да        |
| TBA  | Крысолов       | Да       | Да        |

## Награды и номинации
- 2007 — ОРКФ «Кинотавр»[11]
  - Приз за лучший дебют — «Кремень», режиссёр Алексей Мизгирёв
  - Приз имени Г. Горина «За лучший сценарий» — Алексей Мизгирёв, Юрий Клавдиев, «Кремень»
- 2007 — МКФ в Мангейме, Приз имени Р. В. Фассбиндера — Алексей Мизгирёв, «Кремень»[12]
- 2007 — МКФ в Марокко, Приз жюри — Алексей Мизгирёв, «Кремень» («The Hard-Hearted»)[13]
- 2007 — XIII Международный кинофестиваль фильмов о правах человека «Сталкер», Приз «СТАЛКЕР» за лучший игровой фильм — «Кремень», режиссёр Алексей Мизгирёв[14]
- 2009 — ОРКФ «Кинотавр», Специальный диплом жюри фестиваля — «Бубен, барабан», режиссёр Алексей Мизгирёв[15]
- 2009 — МКФ в Локарно — Приз «Серебряный леопард» за лучшую режиссуру и Специальный приз жюри «Серебряный леопард» — фильму «Бубен, барабан»[16]
- 2009 — МКФ восточно-европейского кино в Котбусе[17]
  - Приз за лучшую режиссуру — Алексей Мизгирёв, «Бубен, барабан»
  - Приз экуменического жюри с формулировкой «за гуманизм» — Алексей Мизгирёв, «Бубен, барабан»
- 2009 — Национальная премия кинокритики и кинопрессы «Белый Слон» — За лучший сценарий (Алексей Мизгирёв, «Бубен, барабан»)[8]
- 2009 — Номинация на Премию «Ника» За лучшую режиссуру (фильм «Бубен, барабан»)
- 2012 — Фестиваль «Сахалинский экран» (Южно-Сахалинск)[18]:
  - Гран-при фестиваля — «Конвой»
  - Приз за лучшую режиссуру — Алексею Мизгирёву («Конвой»).
- 2017 — номинации на премию «Золотой орёл» за лучший фильм года и за лучшую режиссёрскую работу (фильм «Дуэлянт»)

## Общественная позиция
В феврале 2022 года подписал открытое письмо КиноСоюза против военного вторжения России на Украину.